# 스토캐스틱
스토캐스틱(영어: stochastic)은 주식투자의 기술적 분석에 사용되는 보조 지표로, 공식 명칭은 스토캐스틱 오실레이터(영어: stochastic oscillator)이다. 스토캐스틱 지표는 1950년대 William Dunnigun이 소개하고 George Lane이 널리 보급하였다. 고승덕은 증권 전문가로 활동할 당시, 스토캐스틱이 실전에서 잘 맞는다는 의미로 '마법의 지표'라고 부르기도 했다.

## 개념
스토캐스틱은, 최근 N일간의 최고가와 최저가의 범위 내에서 현재 가격의 위치를 표시할때, 매수세가 매도세보다 강할 때는 그 위치가 높게 형성되고, 매도세가 매수세보다 강할 때는 그 위치가 낮게 형성된다는 것을 이용한 것이다.
예를 들어 최근 5일간 최고가가 15,000원이고 최저가가 10,000원인 주식이 있을 때, 현재가가 14,000원이라면 매수세가 강하여 오르는 추세임을 알 수 있다. 만일 현재가가 11,000원이라면 매도세가 강하여 내리는 추세임을 알 수 있다.
스토캐스틱 값은 다음과 같이 계산되며, 보통 백분율로 표기한다.
스토캐스틱N = (현재 가격 - N일중 최저가)/(N일중 최고가 - N일중 최저가)
N을 15로 하면, 스토캐스틱은 15일중 최고가와 최저가를 이용하는 값이 된다. 예를 들어 최근 15일 중 최고가가 15,000원이고 최저가가 10,000원이며 현재가격이 14,000원이라면, 스토캐스틱 값은 80%가 된다. 고가가 15,000원이고 저가가 10,000원이며 현재가격이 11,000원이라면, 스토캐스틱 값은 20%가 된다.
스토캐스틱 값의 범위는 항상 0~100% 사이가 된다. 100%라면 현재 가격이 N일간 최고가이므로 매수세가 가장 강한 경우가 되며, 0%라면 현재 가격이 N일간 최저가이므로 매도세가 가장 강한 경우가 된다.

## 차트

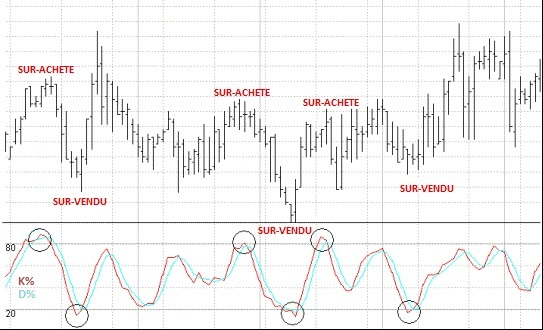
스토캐스틱 차트에서 %K와 %D를 이용해 유효한 매매 시점을 표시한 것

스토캐스틱 차트에는 두가지 그래프가 표시되는데 첫번째는 스토캐스틱N이고 두번째는 스토캐스틱N의 m일 이동평균선이다. 전자를 %K로, 후자를 %D로 표시한다. %D는 단순히 스토캐스틱N의 이동평균선이므로 slow %K라고 부르기도 한다. 이동평균선을 함께 표시하는 이유는, 골든크로스와 데드크로스 등, 이동평균선과의 비교를 통해 스토캐스틱 값의 변곡점을 쉽게 파악할 수 있기 위함이다.
%K와 %D를 표시한 스토캐스틱 차트에서, %K가 증가할 경우 즉 매수세가 증가하면 이동평균선인 %D를 뚫고 올라오는 형태 즉 골든크로스를 보이게 되는데 이것은 매수 신호가 된다. 반대로 %K가 %D를 뚫고 내려오는 형태 즉 데드크로스를 보이면 매도 신호가 된다.

## 슬로우 스토캐스틱
위와 같이 구한 스토캐스틱 차트의 문제는, 그래프의 변화가 너무 잦고 급격하여 노이즈 즉 가짜 신호가 많아 매수 매도시 참고하기 어렵다는 점이다. 따라서 실제 사용시에는 위에서 구한 %K와 %D를 그냥 사용하지 않고 각각을 t일 이동평균을 구한 값으로 변화를 완만하게 한 그래프를 사용한다. 이렇게 구한 것을 슬로우 스토캐스틱(slow stochastic)이라 한다. 즉 슬로우 스토캐스틱 그래프에서 %K와 %D로 표시되는 것은 본래의 %K와 %D로부터 얻어진 t일 이동평균선인 셈이다.
이와 대조적으로, 이동평균선을 구하지 않은 원래의 값을 표시한 것을 패스트 스토캐스틱(fast stochastic)이라고 하며, 실전에서는 거의 사용되지 않는다. 즉 HTS에서 보조지표로서 스토캐스틱이라 하면 대부분 슬로우 스토캐스틱을 의미한다.

## 파라메터 값
패스트 스토캐스틱에서는 %K를 구하는 기준이 되는 N일과 %K로부터 %D를 구하는 구하는 m일 두개의 파라메터가 필요하다. 즉 N일과 m일이 사용된 패스트 스토캐스틱은 (N-m)으로 표시한다.
슬로우 스토캐스틱에서는 추가로, %K와 %D 각각으로부터 이동평균선을 구하는 t일 즉 하나의 파라메터가 추가로 필요하다. 즉 N일과 m일과 t일이 사용된 슬로우 스토캐스틱은 (N-m-t)로 표시한다.
예를 들어 네이버 금융에서는 슬로우 스토캐스틱의 파라메터의 디폴트값이 (15-5-3)으로 되어 있는데, 이것은 패스트 스토캐스틱을 최근 15일간의 최고점과 최저점을 이용하여 구하되, 패스트 스토캐스틱의 이동평균선은 5일선으로 구하며, %K와 %D는 각각 전자와 후자의 3일 이동평균선을 취한 값으로 최종 슬로우 스토캐스틱 차트를 얻어낸다는 의미이다. 물론 이 값은 사용자가 옵션에서 변경할 수 있다.
대부분의 증권사가 제공하는 HTS에서는 디폴트 파라메터가 (15-5-3)으로 되어 있다. 오늘날 거의 대부분의 HTS 및 증권 사이트에서는 스토캐스틱 보조지표를 제공하며, 파라메터 또한 옵션으로 조정할 수 있게 제공하고 있다.

## 기타 지표
후에 Larry Williams가 1에서 %K 값을 뺀 %R을 새로운 지표로 추가하였는데 이는 단순히 값이 클수록 매도세가 강하도록 거꾸로 표기한 것에 불과하다.
스토캐스틱은 유사한 보조지표인 RSI를 함께 활용하면 효율적이라는 견해가 많다.

## 같이 보기
- 주식투자
- 투자가

## 참고 문헌
- 고 변호사의 주식강의 01권, 개미들출판사, 2002년
- 스토캐스틱의 이해 보관됨 2014-11-01 - 웨이백 머신
- 스토캐스틱 - 한국투자증권
- 보조지표 스토캐스틱에 대해
- 스토캐스틱의 패턴분석 방법 및 이용전략 보관됨 2016-03-05 - 웨이백 머신